# Peking Nyugati pályaudvar
A Peking Nyugati pályaudvar egyike Peking nagy vasúti pályaudvarainak. Naponta akár 150-180 ezer utas is megfordul az állomáson, de a csúcs egy nap alatt a 400 ezer utas volt. Utasforgalma alapján Ázsia legforgalmasabb állomásai közé tartozik.

## Szolgáltatások
Vonatok indulnak innen nyugatra és délre. A jól ismert Jingjiu Railway vagy a Peking - Kowloon vasútvonal is ettől az állomástól indul. A 2006-os Csinghaj–Tibet-vasútvonal megnyitása óta lehetséges eljutni közvetlen vonattal Lhásza-ba.
A jövőben csatlakozni fog hozzá egy metróvonal is, majd később még egy, mely a pályaudvart összeköti a Peking Főpályaudvarral.

## Vasútvonalak
Az állomást az alábbi vasútvonalak érintik:
- Beijingxi–Changyang Railway
- Peking–Kaulung-vasútvonal
- Peking–Kanton nagysebességű vasútvonal
- Pekingi föld alatti várost keresztező vasútvonal
- Sub-Central line

## Kapcsolódó állomások
A vasútállomáshoz az alábbi állomások vannak a legközelebb:
- Guang'anmen Railway Station (Hung Hom station, Changping railway station, Peking–Kaulung-vasútvonal)
- Houlücun Railway Station (Kanton vasútállomás, Beijingxi–Changyang Railway)
- Zhuozhou East railway station (Kanton Déli pályaudvar, Peking–Kanton nagysebességű vasútvonal)
- Peking Főpályaudvar (Peking Főpályaudvar, Pekingi föld alatti várost keresztező vasútvonal)
- Peking Főpályaudvar (Qiaozhuangdong Railway Station, Sub-Central line)
- Liying railway station (Xiong'an Railway Station, Beijing–Xiong'an intercity railway)